# Pierre Desprairies
Pour les articles homonymes, voir Desprairies.
Pierre Desprairies, né le 10 juin 1921 à Bayeux et mort le 9 décembre 2019 à Luc-sur-Mer, est un haut fonctionnaire français.

## Biographie
Ancien élève de l'École nationale d'administration (promotion Croix de Lorraine, 1948), Pierre Desprairies intègre la Cour des comptes à sa sortie de l'école.
Il devient par la suite directeur adjoint du cabinet de Pierre Guillaumat (ministre des Armées) de 1958 à 1959, président-directeur général de la Société des pétroles d'Afrique équatoriale de 1959 à 1966, président-directeur général de Sofiran (Société française des pétroles d'Iran) de 1967 à 1974, directeur général de 1960 à 1964 de l’Union générale des pétroles (UGP) qui réunit la RAP au Bureau de recherche de pétrole (BRP).
Il est ensuite directeur de 1966 à 1974 des relations extérieures d'ERAP devenu Elf Aquitaine en 1967, et président du conseil d'administration de l’Institut français du pétrole (IFP) de 1974 à 1986.
En 2000, comme ancien directeur des relations extérieures d'Elf Aquitaine, il est interviewé dans le film documentaire français : Elf : une Afrique sous influence de Fabrizio Calvi, Jean-Michel Meurice et Laurence Dequay.
Il est président de l’Association des anciens élèves de l'ENA de 1979 à 1982, président du jury du concours (économiques) de l'ENA en 1978 et président d'honneur de l’Institut français du pétrole depuis 1986. Il est membre fondateur de l'Académie des technologies.

### Décorations
- Croix de guerre 1939-1945
- Légion d'honneur

## Ouvrages
- Les Ressources de pétrole – Les limites de l'approvisionnement pétrolier mondial, Paris, éditions Technip, 1978, 144 p.  (ISBN 978-2710803508).
- La Crise de l'énergie - Le mal, le remède, Paris, éditions Technip, 1982, 154 p.  (ISBN 2710804239 et 978-2710804239) [aperçu en ligne sur books.google.fr (page consultée le 30 octobre 2010)].